# Moștenirea lui Bourne (film)
Moștenirea lui Bourne (The Bourne Legacy) este un film din 2012, al patrulea film din seria de filme Bourne, serie bazată pe romanele cu Jason Bourne scrise de Robert Ludlum și Eric Van Lustbader. Matt Damon, cel care interpretează rolul lui Jason Bourne în primele trei filme, nu apare în acest film. Filmul este regizat de Tony Gilroy și a avut premiera la 3 august 2012.

## Distribuție
- Jeremy Renner - Aaron Cross / PFC, Kenneth J. Kitsom / Outcome #5
- Rachel Weisz - Dr. Marta Shearing
- Edward Norton - Col. Eric Byer, USAF, Ret.
- Stacy Keach - Adm. Mark Tuso, USN, Ret.
- Dennis Boutsikaris - Terrence Ward
- Oscar Isaac - Outcome #3
- Joan Allen - Pam Landy
- Albert Finney - Dr. Albert Hirsch
- David Strathairn - Noah Vosen
- Scott Glenn - Ezra Kramer
- Donna Murphy - Dita Mandy
- Michael Chernus - Arthur Ingram
- Corey Stoll - Zev Vendel
- Željko Ivanek - Dr. Donald Foite
- Shane Jacobson - Mackie
- Elizabeth Marvel - Dr. Connie Dowd
- John Douglas Thompson - Lt. Gen Paulsen
- Louis Ozawa Changchien - LARX #3
- David Wilson Barnes - Drone Spec
- Neil Brooks Cunningham - Dr. Dan Hillcott
- Corey Johnson - Ray Wills
- Michael Berresse - Leonard
- Matt Damon - Jason Bourne (doar menționat, nu apare în film)
- John Arcilla - Joseph
- Lou Veloso - Captain
- Paddy Considine - Simon Ross (archive footage)
- Rob Riley - Outcome #6